# منطقه شرق (مراکش)
شرق (به فرانسوی: Oriental) یک منطقه در مراکش است. شرق ۹۰٬۱۲۷ کیلومتر مربع مساحت و ۲٬۳۱۴٬۳۴۶ نفر جمعیت دارد.